# Länsväg 236
Länsväg 236 går sträckan Karlstad–Skoghall, 14 km. Hela sträckan är i Värmland. Mellan Bergmotet (E18) och Sjöstadsmotet är länsväg 236 en fyrfältsväg, i övrigt tvåfältsväg. Vägen kallas också Örsholmsleden närmast E18, Lantvärnsgatan genom Tormestad, Hammaröleden större delen av sträckan och Skoghallsleden mellan Nolgårdsrondellen och Mörmorondellen.
Fysiskt är vägen en fortsättning av Riksväg 63 från Ludvika, och tidigare användes numret 236 för hela sträckan Molkom–Skoghall. Numera byter vägen status och därmed nummer vid Bergmotet där den passerar under, och ansluter till, E18. Genom Karlstad går vägen huvudsakligen genom industri- och hamnområden. Den passerar över flera av Klarälvens deltaflöden, korsar en järnväg, Värmlandsbanan (via en bro) och dessutom flera godsspår till Karlstads hamn (i plan).
Hammaröleden är den huvudsakliga trafikleden mellan Hammarö och Karlstad samt för trafik mellan Hammarö och E18 österut, vilket har lett till att den är hårt belastad vissa delar av dygnet. I samband med en omstrukturering av busstrafiken mellan Hammarö och Karlstad har Värmlandstrafik och Vägverket (nuvarande Trafikverket) 2009 tagit fram förslag till åtgärder, som bland annat innebär att Hammaröleden mellan Nolgårdsrondellen och Packhusgatan (infart mot Karlstads centrum) mötessepareras och breddas till två körfält i riktning mot Karlstad. Inga beslut eller tidsplaner finns för detta projekt. 

## AnslutningarHåkan Hellström  och korsningar
|                                       | Nr       | Namn              | Skyltning                                            |
| ------------------------------------- | -------- | ----------------- | ---------------------------------------------------- |
| Fyrfältsväg Bergmotet-Sjöstadsmotet   |          |                   |                                                      |
|                                       | motorväg | Bergmotet         | E18 Stockholm Oslo, 63 Ludvika                       |
|                                       |          | Östra infarten    | Norrstrand, Sundsta, Rud, Kroppkärr                  |
|                                       |          | Sjöstadsmotet     | Centrum (söderut); Norrstrand, S. Kroppkärr (norrut) |
| Landsväg Sjöstadsmotet-Mörmorondellen |          |                   |                                                      |
|                                       |          |                   | över Värmlandsbanan                                  |
|                                       |          |                   | Heden                                                |
|                                       |          |                   | över Kaplansälven                                    |
|                                       |          |                   | Örsholmen                                            |
|                                       |          |                   | över Örsholmsälven                                   |
|                                       |          |                   | Oljehamn, Motorstadion                               |
|                                       |          |                   | Lamberget                                            |
|                                       |          |                   | Tormestad (ej skyltat)                               |
|                                       |          |                   | Västra Lamberget (ej skyltat)                        |
|                                       |          |                   | Centrum, Haga, Herrhagen                             |
|                                       |          |                   | Hamnen, Metso                                        |
|                                       |          |                   | Wermlandskajen                                       |
|                                       |          |                   | Haga, Herrhagen                                      |
|                                       |          | Vågmästarbron     | över hamninloppet (öppningsbar)                      |
|                                       |          |                   | Centrum, Orrholmen, Sjukhus                          |
|                                       |          | Kanikebron        | över Suttersälven                                    |
|                                       |          |                   | Vidöåsen, Rackethallen                               |
|                                       |          |                   | över Morbrors ådra                                   |
|                                       |          |                   | Nolgårdsholmarna (ej skyltat)                        |
|                                       |          |                   | över Djupsundsvikens utlopp                          |
|                                       |          |                   | Nolgård (söderut, ej skyltat)                        |
|                                       |          | Nolgårdsrondellen | Rud, Nolgård, Hammarö kyrka                          |
|                                       |          |                   | Hälltorp, Hammar, Klöverud, Mörudden                 |
|                                       |          | Mörmorondellen    | Centrum, Skogsindustrin, Mörmon, Haga, Götetorp      |